# جون كينت (رسام كارتون)
جون كينت (بالإنجليزية: John Kent)‏ هو رسام كارتون نيوزيلندي، ولد في 21 يونيو 1937، وتوفي في 14 أبريل 2003.